# José María Carrascal
José María Carrascal (ur. 8 grudnia 1930 w El Vellón, zm. 3 listopada 2023 w Madrycie) – hiszpański pisarz i dziennikarz.

## Biografia
José María Carrascal urodził się w El Vellón w Madrycie w 1930 roku. Studiował filozofię w Barcelonie, a w 1959 roku rozpoczął karierę dziennikarza poza Hiszpanią. W latach 1959–1966 był korespondentem w Berlinie, pracując dla Diario de Barcelona i Pueblo. Następnie przeniósł się do Stanów Zjednoczonych, aby rozpocząć karierę literacką, pracował także dla Organizacji Narodów Zjednoczonych. W 1990 roku wrócił do swojej działalności i został felietonistą La Razón. Pisał eseje na temat życia w Ameryce i jego specyfiki.
Za powieść Groovy zdobył w 1972 roku Nagrodę Nadala.
W 2021 roku zdobył nagrodę Luca de Tena. Zmarł 3 listopada 2023 roku w Madrycie w wieku 92 lat.